# Maniltoa minor
Maniltoa minor är en ärtväxtart som beskrevs av Albert Charles Smith. Maniltoa minor ingår i släktet Maniltoa och familjen ärtväxter. IUCN kategoriserar arten globalt som livskraftig. Inga underarter finns listade i Catalogue of Life.